# Rio Parnaíba
Der Rio Parnaíba ist ein Fluss im Nordosten Brasiliens, der fast in seinem ganzen Lauf die Grenze zwischen den Bundesstaaten Maranhão und Piauí bildet. Er entspringt auf einer Höhe von 700 Metern im Brasilianischen Bergland in dem Bergzug Chapada das Mangabeiras, der sich seit 2002 im Nationalpark Nascentes do Rio Parnaíba befindet, und fließt 1716 km nordöstlich bis in den Atlantischen Ozean. Im mittleren und oberen Teil des Flusses gibt es Wasserfälle, aber bis zur Mündung des Rio Canindé ist er schiffbar. Das Flussdelta, Delta do Parnaíba, liegt im Staat Piauí und soll das drittgrößte Flussdelta der Welt sein. Dort liegt die Stadt Parnaíba mit einem Hafen.
Das Gefälle des Flusses ist von der Quelle bis zu der kleinen Stadt Santa Filomena (270 m) von mittlerer Größe, danach beträgt es zwischen 35 cm/km und 17 cm/km.
Bei Guadalupe wird der Parnaíba zum Boa-Esperança-Stausee aufgestaut.

Einzugsgebiet

Das Einzugsgebiet ist 322.823 km² groß.
Im Fluss leben viele Piranhas.